# Облицовочный камень
Облицовочный камень — горные породы (сырьё и обработанный материал), используемые для производства облицовочных строительных материалов.
Декоративный облицовочный каменный материал, используемый для отделки фасадов зданий. Бывает как природного происхождения — натуральный камень, так и промышленного производства — искусственный камень.

## Защитные функции
Облицовочные архитектурно-декоративные элементы несут защитные функции зданий за счет дополнительной преграды внешним природно-техногенным воздействиям, когда они могут быть объединены с несущими конструкциями. В качестве самостоятельных деталей строений их функция ограничена чаще всего приданием законченного эстетического облика сооружению (или ансамблю сооружений).

## Варианты применения
Облицовочный камень применяется как для внешней отделки фасадов и цоколей зданий, так и для внутреннего оформления стен, колонн, каминов и других деталей интерьера. Этот отделочный камень делают из цемента и песка, имеющих природное происхождение, добавляя различные наполнители и природные пигменты. Поэтому искусственным его можно назвать лишь условно.
Искусственный декоративный камень может имитировать практически любой природный материал, при этом он значительно легче, удобнее в монтаже и лучше адаптируется под любую архитектурно-строительную задачу.
Одним из видов искусственного облицовочного камня является т. н. «белый камень», производимый на основе бетонных смесей с внутренним пространственным армированием.
На сегодняшний день, натуральный и искусственный облицовочный камень активно применяется в различных фасадных системах отделки зданий, например, в вентилируемых фасадах.

### Изделия из облицовочного камня
Из облицовочного камня могут быть изготовлены различные архитектурные детали облицовки фасадов:
- облицовочная плитка.
- русты
- обрамления окон, дверей, входной группы.
- пояса (цокольный, карнизный, межэтажный)
- настенные панно
- прочие декоративные элементы.
- полы

## Природные облицовочные камни
- Фельзит — отличный природный облицовочный камень, обладающий следующими преимуществами: высокий уровень теплоизоляции и прочности, что делает его пригодным не только для внутренней отделки интерьеров, но и для облицовки фасадов зданий.
- Песчаник
- Известняк
- Гранит
- Мрамор
- Сланец
- Ракушечник

## Искусственные облицовочные камни
- Облицовочный кирпич
- Искусственный камень